# Ōbeikei
Gli ōbeikei (欧米系?, Ōbeikei, letteralmente "occidentali"), sono il gruppo etnico euroasiano (di discendenza mista europea e hawaiana) nativi delle isole Bonin. Sono culturalmente e geneticamente diversi dagli altri gruppi etnici nipponici come gli Yamato, gli Ainu e i ryukyuani in quanto discendenti di diversi gruppi razziali ed etnici inclusi europei, bianchi americani, polinesiani e kanakas che si stabilirono nelle isole di Haha-jima e Chichi-jima nel XVIII secolo.

## Storia

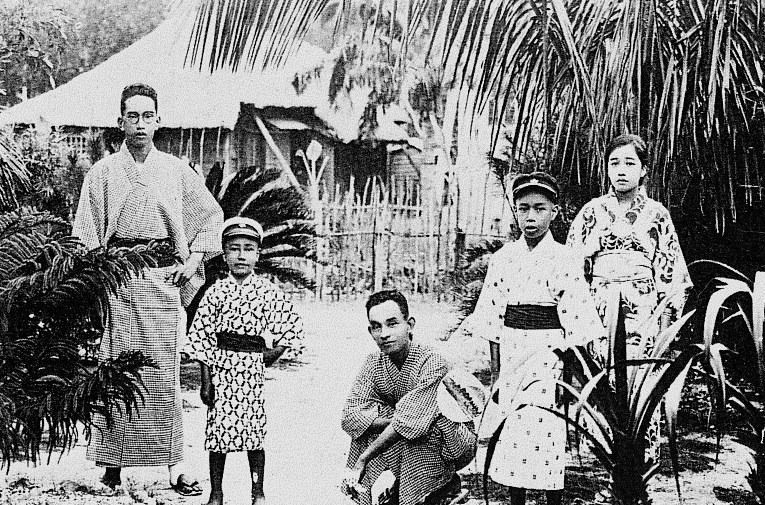
Famiglia Gonzalez nella prima metà del XX secolo

Il primo episodio documentato di insediamento umano delle Isole Bonin (無人島?, Buninjima, derivato dalla lettura arcaica dei kanji 無人, ovvero, "le isole disabitate") avvenne nel 1830 quando, Nathaniel Savory, un colono americano del Massachusetts, si stabilì sull'isola di Chichi-jima. Ad accompagnarlo nella spedizione vi erano: Matteo Mazzaro, italiano che sarebbe poi diventato governatore dell'isola; John Millencamp, americano; Henry Webb e Charles Robinson, entrambi inglesi; Joaquim Gonsales, portoghese; ed approssimativamente venti nativi hawaiani, dei quali nomi non furono però annotati. Per quanto americano, la spedizione di Savory fu finanziata dai britannici, rendendo l'isola una colonia inglese a tutti gli effetti.

### Cognomi
- Savory (セイヴァリー?, Sebori)
- Robinson
- Washington
- Gilley
- Gonzalez[3]